# Coccoloba cholutecensis
Coccoloba cholutecensis är en slideväxtart som beskrevs av Richard Alden Howard. Coccoloba cholutecensis ingår i släktet Coccoloba och familjen slideväxter. Inga underarter finns listade i Catalogue of Life.